# Irchwitz
Irchwitz ist ein Ortsteil von Greiz im Landkreis Greiz in Thüringen.

## Lage
Der Ortsteil befindet sich an der Ostflanke der Elsteraue auf einer etagenmäßigen Erhöhung. Der Ortsteil ist verkehrsmäßig über die Bundesstraße 92, die Bundesstraße 94 und über abzweigende Nebenstraßen erschlossen. Der Stadtteil ist mit ländlichen Flächen umgeben und liegt naturnah bei Greiz.

## Geschichte
Am 30. September 1443 wurde das Dorf erstmals urkundlich erwähnt. 4477 Einwohner von Greiz leben 2012 in diesem Ortsteil.

## Söhne und Töchter des Ortes
- Gustav Dillner (1862–1947), deutscher Weber und Politiker (SPD, USPD)
- Rudolf Bauch (1846–1910), deutscher Kaufmann und Politiker
- Karl Friedrich Bauch (1820–1885), deutscher Kaufmann und Politiker